# 네티김
네티김(1976년 12월 22일 ~ )은 캐나다의 피겨 스케이팅 선수였다.
그녀는 1995년 전캐나다 선수권 대회에서 금메달을 획득했다.
그녀는 1992년 주니어 세계 선수권 대회에서 7위를 했다.

## 참조
1. ↑  네이버 캐스트